# Пунктуаційний розбір
Пунктуаційний розбір — розбір, призначений пояснити розділові знаки відповідно до смислового чи ритмомелодійного принципу.
Пунктуаційний буває самостійним або, що частіше, може доповнювати синтаксичним розбором.